# الجزيرة الحمراء
الجزيرة الحمراء هي جزيرة صغيرة تتبع لإمارة رأس الخيمة في دولة الإمارات العربية المتحدة , وتعرف بجزيرة الزعاب القبيلة العربية ويوجد فيها نادي رياضي هو نادي الجزيرة الحمراء ينشط في الدرجة الثانية الإماراتية. ويعود سبب تسميتها بالجزيرة الحمراءإلى إعتقادين، فهناك من يقول أن سبب التسمية هو لون علم قبيلة الزعاب التي كانت تسكن الجزيرة والذي يتميز بلونه الأحمر، وهنا رأي آخر يفترض أن سبب التسمية يعود لرمالها التي تميل إلى اللون الأحمر.
وتتميز الجزيرة الحمراء بتاريخها ، حيث تعتبر موقعاً لخروج السفن والغوص للبحث عن اللؤلؤ واستخدمت لأغراض الملاحة البحرية
أدرجت الجزيرة الحمراء على القائمة الإرشادية المؤقتة لمواقع التراث العالمي الخاصة باليونيسكو.

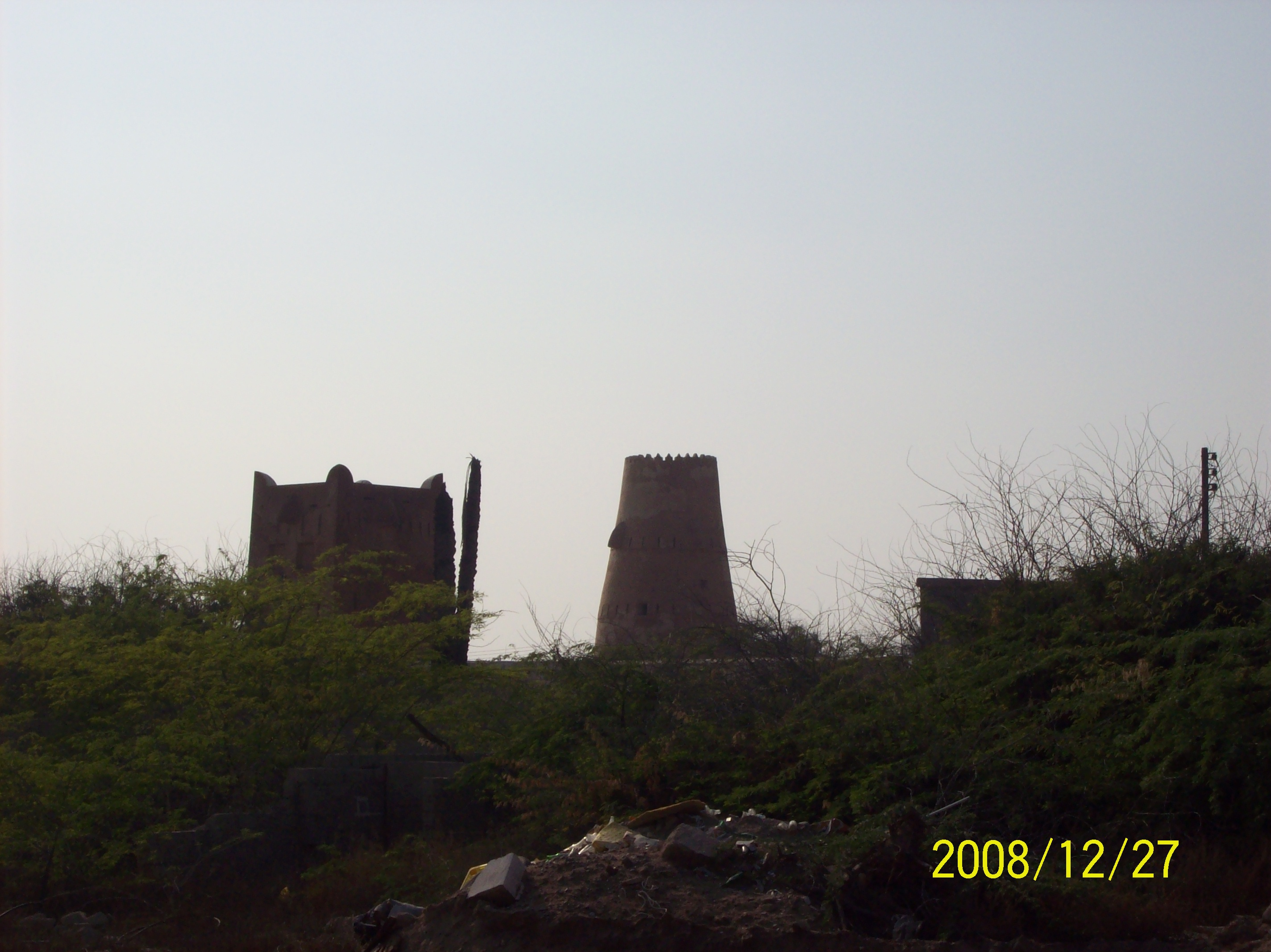
الجزيرة الحمراء - رأس الخيمة

وقد هجرها السكان في الستينيات ثم بدأت فيها أعمال الترميم ثم أصبحت موقعاً للتصوير حيث تم تصوير عدة أفلام في هوليوود منها أفلام لممثلين عالميين مثل براد بيت
وتضمّ «الجزيرة الحمراء القديمة» عدة معالم من وجوه الحياة التراثية الإماراتية، حيث تضم قلعة، وبرج مراقبة، ومسجداً قديماً، وسوقاً تراثياً، وبيوتاً تقليديّة، بتصاميم متنوعة من الهندسة المعمارية الإماراتية القديمة.